# Локірхен
Локірхен (нім. Lohkirchen) — громада в Німеччині, розташована в землі Баварія. Підпорядковується адміністративному округу Верхня Баварія. Входить до складу району Мюльдорф. Складова частина об'єднання громад Обербергкірхен.
Площа — 14,88 км2. Населення становить 767 ос. (станом на 31 грудня 2020).